# Perezinigokalumma afrum
Perezinigokalumma afrum är en kvalsterart som först beskrevs av Pérez-Íñigo 1969.  Perezinigokalumma afrum ingår i släktet Perezinigokalumma och familjen Parakalummidae. Inga underarter finns listade i Catalogue of Life.